# St. Maria Empfängnis (Venn)

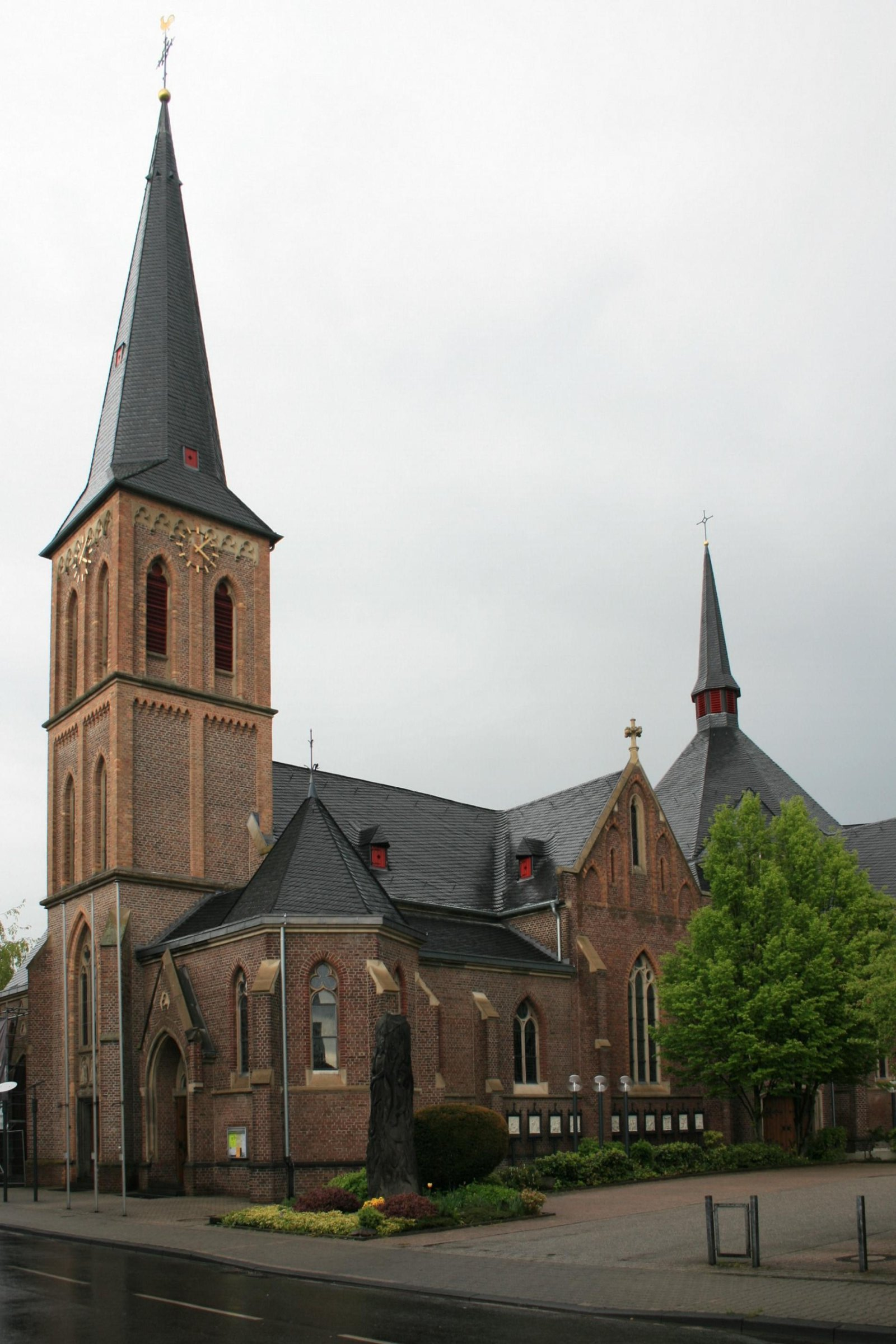
Kirche (2010)

Die römisch-katholische Pfarrkirche St. Mariä Empfängnis steht im Stadtteil Venn in Mönchengladbach (Nordrhein-Westfalen), Mürrigerstraße 4.
Das Gebäude wurde 1867–1869 nach Plänen von Vincenz Statz erbaut und 1908 erheblich erweitert. Es wurde unter Nr. M 049 am 17. September 1991 in die Denkmalliste der Stadt Mönchengladbach eingetragen.

## Lage
Das Objekt liegt an der nach dem ersten Pfarrer der Gemeinde, Ferdinand Mürriger, benannten Straße nördlich des Stationsweges im Ortsteil Venn.

## Geschichte
Venn gehörte ursprünglich zur Pfarre St. Mariä Himmelfahrt Mönchengladbach. Eine eigene Kirche besaß die Ortschaft zunächst nicht. 1867 vermachten die Geschwister Hansen der Pfarre ein Grundstück mit Kapital in Venn zugunsten eines Kirchenbaus. Daraufhin bat der damalige Oberpfarrer von St. Mariä Himmelfahrt, Josef Lelotte, das Generalvikariat des Erzbistums Köln, zu dem Mönchengladbach bis 1930 gehörte, um Baugenehmigung einer neuen Kirche nach den Plänen für die Volmerswerther Pfarrkirche St. Dionysius, die der Kölner Baumeister Vincenz Statz entworfen hatte. Das Generalvikariat genehmigte den Bau einer nahezu baugleichen Kirche in Venn, lediglich die Gestalt des Turmes wurde leicht geändert. 1867 wurde mit dem Bau begonnen und 1869 war die Kirche fertiggestellt. Am 17. Oktober 1869 wurde sie benediziert und am 27. Juli 1872 geweiht. Die Erhebung zur selbständigen Pfarre und Loslösung von St. Mariä Himmelfahrt erfolgte am 1. März 1873.
Anfang des 20. Jahrhunderts wurde St. Mariä Empfängnis zu klein und ein Erweiterungsbau beschlossen. Zunächst wurde der Chor im Osten abgerissen und die Kirche im Jahr 1908 durch eine monumentale oktogonale Erweiterung mit anschließendem dreiseitig geschlossenem Chor in der Größe mehr als verdoppelt.
Die im Zweiten Weltkrieg durch Granatbeschuss am 1. März 1945 entstandenen Schäden wurden bis 1949 behoben. 1972 bis 1975 wurde der Innenraum renoviert und der Altarraum umgestaltet. Eine weitere Umgestaltung wurde 2018 nach Plänen des Monschauer Architekten Elmar Paul Sommer durchgeführt. Dabei wurde der oktogonale Erweiterungsbau durch eine Wand vom alten Teil abgetrennt. Der Erweiterungsbau wurde daraufhin im Innern umgestaltet und dient weiterhin als Gottesdienstraum. Im alten, westlichen Teil sollen andere Nutzungen der Pfarrgemeinde untergebracht werden. Das äußere Erscheinungsbild wurde nicht verändert.

## Architektur
Es handelt sich um eine dreischiffige, geostete Hallenkirche in Backstein mit nachträglicher oktogonaler Erweiterung des Langhauses vor dem Chor mit Dreiachtelschluss und markantem, vorgesetztem dreigeschossigem Westturm über quadratischem Grundriss unter Spitzdach.

## Pfarrer
Folgende Priester wirkten bislang als Pfarrer an St. Maria Empfängnis:
- 1927–1941: Wilhelm Knorr
- 1941–1967: Wilhelm Müller
- 1968–1973: Aloys Keuchel
- 1973–2003: Josef Düppengießer
- 2008–2012: Hans-Peter Jeandrée
- Seit 2019: Rüdiger Hagens